# Serenity Wheeler
Shizuka Kawai (川井 静香, Kawai Shizuka), también Shizuka Jonouchi (城之内 静香) y Serenity Wheeler en el anime traducidos al inglés y español, es un personaje del manga Yu-Gi-Oh! y de ambas series. Ella es hermana pequeña de Joey Wheeler. Los dos estaban separados a una edad muy joven cuando se divorciaron sus padres. En ambas series de anime y el manga, Serenity se representa como una joven dulce carácter, suave, frágil y dependiente.
Su nombre 静香 Shizuka es del japonés callado o serena. En inglés es Serenity de serenidad o serena. Su apellido Jonouchi, 城 Jou- o shiro de castillo, 内 -chi o uchi de dentro. Junto significaría algo como desde dentro del castillo.
Las encargadas en darle voz en Japón fueron Michiko Neya en el primer anime, y Mika Sakenobe en el segundo. En el doblaje inglés de 4kids, su actriz de doblaje fue Lisa Ortiz. En el doblaje de España, la encargada en darle voz fue Carmen Cervantes, y en el doblaje de Hispanoamérica fue Circe Luna.

## Manga y anime
En la primera serie animada de Yu-Gi-Oh! creada por Toei (la cual solo fue emitida en Japón) Shizuka solo está enferma (en vez de perder la vista), y el doctor Kekeru Goyu, quien supuestamente era amable con ella, solo holgazanea en vez de tratarla, causando que la enfermera Miyuki Sakurai, su ayudante, se enojase. Después de por haberle pegado, Yami Yugi vence al doctor Goyu en un Juego de las Sombras.
En el manga y en la segunda serie (el más conocido Yu-Gi-Oh! Duelo de Monstruos) ella tiene una enfermedad en los ojos y va quedando ciega. Su hermano mayor Katsuya Jonouchi (Joey Wheeler) entra al Torneo del Reino de los Duelistas para conseguir el premio de tres millones de dólares y con eso pagarle la operación. Yugi Mutou (Yugi Muto) gana el torneo y le da a Jonouchi el dinero. 
En el Torneo de Ciudad Batallas, el villano Marik Ishtar controla a Katsuya Jonouchi mentalmente para que tenga un Duelo contra Yugi y en una trampa tirar ambos al fondo del mar. Al terminar el Duelo, Shizuka hace su aparición pàra salvar a su hermano de ahogarse por haber tenido solo tiempo de agarrar la llave de Yugi y salvarlo de las cadenas.
En la temporada de realidad virtual de la segunda serie, Shizuka, junto con Hiroto Honda (Tristan Taylor) y Ryuji Otogi (Duke Devlin), lucha contra el cuarto miembro de los Cinco Grandes de la Corporación Kaiba (quien toma la forma de "Rey Máquina" y luego de "Rey Máquina Perfecto"). Durante el Duelo, Shizuka tiene un Deck que consiste en monstruos femeninos, como "St. Joan" (basada en Juana de Arco).

## Diseño
El diseño de Serenity fue supervisado por Kazuki Takahashi. En la segunda temporada del anime, Serenity viste un short color azul y calcetines largos de color blanco con zapatillas de deporte. La parte superior es una camisa de color rosa y blanco sin mangas, con cuello alto que se coloca en la parte superior de una camisa de manga corta de color amarillo. Ella no cambia esta vestimenta en el resto de la serie, excepto cuando está en el hospital, donde se lleva simple pijama rosado. La foto de Joey Wheeler tiene de ella en su cartera muestra su vestido con un fuku marinero, llevado por las estudiantes de escuela secundaria en Japón.

## Biografía
En el manga y en la segunda temporada del anime, Joey recibe una cinta de vídeo de Serenity. En él, ella le dice que el tiempo se acaba para ella, porque necesita una operación para curarse de su vista o de lo contrario quedará ciega. La operación, sin embargo, es muy costosa para pagar, Joey necesita ganar el premio de tres millones de dólares en el torneo de Reino de los Duelistas. A pesar de no tener una invitación, a Joey se le permite subir al crucero que transporta a los Duelistas al torneo después de que Yugi le da una de sus estrellas. Una vez que Yugi gana el torneo, también le da los tres millones de dólares que ganó a Joey para que pueda pagar la operación de los ojos de Serenity. Después de su operación, el torneo de Ciudad Batallas comienza. Serenity pasa la mayor parte del torneo en el hospital recuperándose con Tristán cuidando de ella. Finalmente, recuperada de la operación, va en busca de Joey, Serenity se retira el vendaje de los ojos y ve claramente, por primera vez, cuando toda la pandilla se dirige al muelle de Domino, donde Yugi y Marik, controlando a Joey, están en un Duelo ambos encadenados de os tobillos. Después de que Joey se liberase de Marik, él y Yugi son arrastrados hacia el océano. Joey libera a Yugi de los grilletes y Serenity se lanza a salvar a Joey sumergiéndose en el océano con la llave para liberar a su hermano de los grilletes rescatándolo. Para la siguiente temporada, ella aparece acompañando al grupo y se convierte en amiga de Mai y de Tea, que la tratan como a una hermana menor. En la segunda temporada de la serie, en el Mundo Virtual, ella junto con Tristan y Duke Devlin se enferntan contra Nezbitt, uno de los cinco grandes miembros de la Corporación Kaiba. Sin embargo, ella no tiene mucha experiencia en los Duelos. Ella entra en un estado de shock después de que Tristán perdiera, al sentirse responsable de conseguir lo que participan en el primer lugar, pero recupera su confianza y, al reflexionar sobre las reglas básicas que aprendió de Tristán antes, apenas gana. Después de la batalla de la ciudad termina, ella vuelve a casa y no es vista de nuevo hasta que el último episodio durante los créditos finales de la versión japonesa.
En la primera serie de anime, Shizuka está enferma, y el doctor Kekeru Goyu, que se supone que está al cuidado de ella, no para de holgazanear, causando que la enfermera Miyuki Sakurai se enoje con él. Según el doctor Goyu después de golpear a Miyuki Sakurai, Yugi Oscuro lo reta a un Juego de las Sombras.

## Baraja
Su baraja se compone de monstruos de Tipo Tierra y Luz. Serenity sólo se batió una vez, en un duelo triple con Tristán y Duke contra Nezbitt durante el arco argumental de la realidad virtual. La mayoría de las cartas de su baraja fueron publicadas en el mundo real en los Sobres de Expansión Labyrinth of Nightmare y Legacy of Darkness. En Yu-Gi-Oh!, algunos de los monstruos que ella utiliza ("Señoroscura Marie" y "La Doncella Compasiva") se basan en la mitología cristiana. En el videojuego Yu-Gi-oh! Nightmare Troubadour, utiliza un beck con un tema similar, titulado "Cute Sister". 